# Drymophilacris melanopsis
Drymophilacris melanopsis är en insektsart som beskrevs av David M. Rowell 2000. Drymophilacris melanopsis ingår i släktet Drymophilacris och familjen gräshoppor. Inga underarter finns listade i Catalogue of Life.